# Aleucanitis flexuosa
Aleucanitis flexuosa là một loài bướm đêm trong họ Noctuidae.